# Larry Farmer

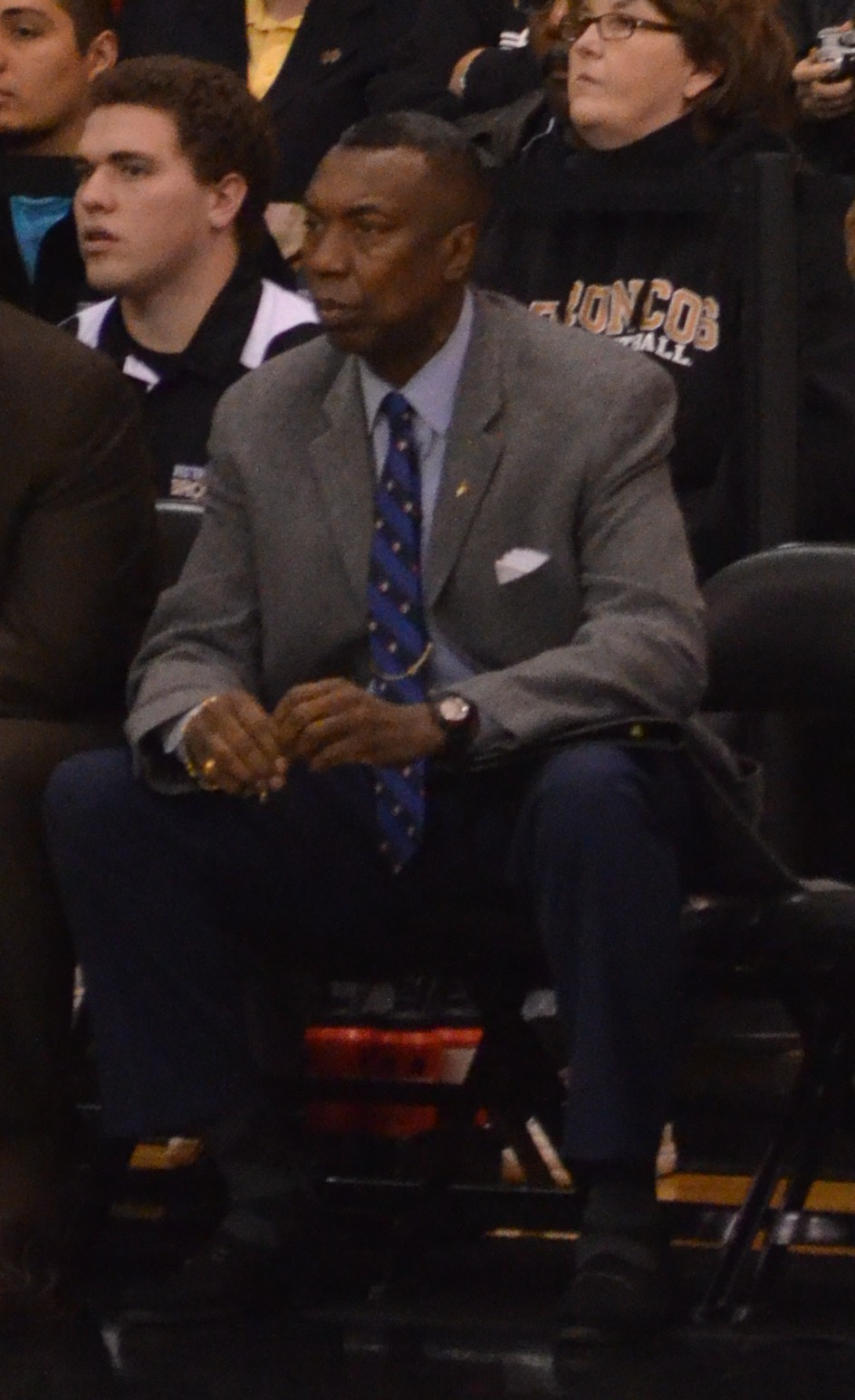
Larry Farmer (2011)

Larry Farmer (* 31. Januar 1951 in Denver) ist ein ehemaliger US-amerikanischer Basketballspieler und -trainer.

## Leben
Farmer, aus Denver (US-Bundesstaat Colorado) stammend, war als Schüler Mitglied der Basketballmannschaft der Manual High School in seiner Heimatstadt. Er wechselte an die University of California, Los Angeles (UCLA), mit der er 1971, 1972 und 1973 jeweils unter der Leitung von Trainer John Wooden den Meistertitel in der NCAA gewann. In diesem Zeitraum gewann die UCLA 89 ihrer 90 Spiele. Der 1,96 Meter große Flügelspieler bestritt insgesamt 82 Spiele für die kalifornische Hochschulmannschaft und verbuchte Mittelwerte von 9,4 Punkten sowie 5 Rebounds je Begegnung. Im NCAA-Endspiel 1971 wurde Farmer nicht eingesetzt. 1972 wirkte er im Endspiel gegen die Florida State University 33 Minuten lang mit und kam auf vier Punkte sowie sechs Rebounds. Im Endspiel 1973 erzielte Farmer zwei Punkte in 33 Einsatzminuten.
Beim Draftverfahren der NBA im Jahr 1973 gingen die Rechte an Farmer an die Cleveland Cavaliers, die den Flügelspieler in der siebten Auswahlrunde an insgesamt 108. Stelle aufriefen. Im selben Jahr entschied sich mit den Denver Rockets auch eine Mannschaft im Draftverfahren der ABA für Farmer (fünfte Auswahlrunde, 46. Stelle). Er trainierte 1973 bei den Cleveland Cavaliers mit, wurde aber kurz vor dem Beginn der Saison 1973/74 aus dem Aufgebot gestrichen. Daraufhin kehrte Farmer an die UCLA zurück und war ein Jahr lang Mitglied des Trainerstabes von John Wooden.
1974 ging Farmer für ein Jahr nach Deutschland und spielte in der Saison 1974/75 für ADB Koblenz in der Basketball-Bundesliga.
Nach seinem Jahr in Deutschland führte Farmer seine Trainerlaufbahn fort, wurde im Alter von 23 Jahren hauptamtlicher Assistenztrainer an der UCLA. Von 1975 bis 1981 war er in diesem Amt für die kalifornische Hochschule tätig, arbeitete in dieser Zeit unter den Cheftrainern Gene Bartow, Gary Cunningham und Larry Brown. 1981 wurde Farmer ins Amt des UCLA-Cheftrainers befördert, das er bis 1984 innehatte. Unter seiner Leitung gewann die Mannschaft 61 Spiele und verlor 23.
Von 1985 bis 1988 war er als Trainer der Weber State University im Bundesstaat Utah im Amt und wurde hernach im Ausland tätig. Von 1988 bis 1990 trainierte Farmer den Verein Qadsia in Kuwait. In der Saison 1990/91 arbeitete er als Assistenztrainer bei den Golden State Warriors in der NBA, war zwischen 1992 und 1997 als Nationaltrainer in Kuwait beschäftigt und gehörte im Spieljahr 1997/98 als Assistenztrainer zum Stab der University of Rhode Island. Ab 1998 übte Farmer an der Loyola University Chicago das Amt des Cheftrainers aus, im März 2004 wurde er entlassen, nachdem die Mannschaft in der Saison 2003/04 nur neun Spiele gewonnen und 20 verloren hatte. Er arbeitete anschließend als Rundfunk- sowie Fernsehkommentator und berichtete in dieser Tätigkeit unter anderem über Spiele in der NCAA.
2007 nahm er das Angebot an, an der University of Hawai'i als Assistenztrainer zu arbeiten und übte dieses Amt bis 2010 aus. Im Juli 2010 stellte ihn die Western Michigan University als Assistenztrainer vor. 2012 verließ er Western Michigan, um an die North Carolina State University zu wechseln und dort die Spielerentwicklung zu verantworten.
Im Juni 2013 kehrte Farmer als Assistenztrainer an die Western Michigan University zurück. Dort arbeitete er, bis er im Juni 2018 das Ende seiner Trainerlaufbahn bekannt gab.